# Дмитриевка (Бавлинский район)
 Дмитриевка  — село в Бавлинском районе Татарстана. Входит в состав Новозареченского сельского поселения.

## География
Находится в юго-восточной части Татарстана на расстоянии приблизительно 25 км по прямой на юг от районного центра города Бавлы.

## История
Основано в XVIII веке. Упоминалось также как Мордовская Дмитриевка.

## Население
Постоянных жителей было: в 1795—109 душ муж. пола; в 1859—455, в 1897—685, в 1926—890, в 1938—570, в 1949—406, в 1958—353, в 1970—303, в 1979—218, в 1989—132, в 2002 − 90 (мордва 85 %), 63 в 2010.